# 流浪者 (遊戲)
《流浪者》是中國大陸遊戲開發團隊O.T.K Games開發，SakuraGame發行的一款動作遊戲。本作的搶先體驗版於2017年6月10日在Steam發佈，正式版于2018年7月13日起發行。遊戲的家用主機版《Sword of the Vagrant》則由Rainy Frog負責發行。

## 遊戲系統
《流浪者》是一個2D橫向捲軸動作遊戲。玩家扮演符文劍士薇薇安前往秘銀島冒險，期間和島內的野獸和怪物戰鬥。身為符文劍士，薇薇安可以使用劍術和符文技能進行攻擊。薇薇安的一般攻擊分為普通攻擊和蓄力攻擊，攻擊敵人會增加怒氣值，使用符文必殺技會消耗一定的怒氣值。連續攻擊次數越多，對敵人造成傷害也越高。擊殺怪物可以獲得金錢和Mana，前者可以用於購買物資和裝備，後者可以用來強化薇薇安的能力和武器。隨著薇薇安的能力強化，或者獲得一些特殊物品，會習得一些新的技能。作為四處漂泊的流浪者，薇薇安可以根據食譜自行烹飪料理，料理用的食材可以從野外獲得或者直接在商店購買，食用料理可以恢復生命值或者有一些增益效果。遊戲有三個結局，其中一個結局可以在正常遊玩下達成，一個為隱藏結局，需要玩家在開局的一場難度很高的「劇情殺」戰鬥中獲勝達成，還有一個需要玩家獲得隱藏道具「生命之種」才能達成。

## 故事簡介
符文劍士薇薇安，為了尋找幼年時離家的父親而四處漂泊。跟隨最後的線索，她前往了「秘銀島」，途中的暴風雨讓她乘坐的帆船側翻遇難。薇薇安幸運地擱淺在秘銀島的一處沙灘上，醒來的她順手救助了被野豬攻擊的少女露西亞。露西亞在獲救後，便款待薇薇安到布洛克利村中做客。布洛克利村是秘銀島邊陲的村落，村民對熱心救人的薇薇安心懷好感，提供了島內的一些情報。露西亞也在村中歇息了一陣，被露西亞委託保護她去私會情人，情人約定在村外的結界石相聚，兩人到達後才發現露西亞的情人被殺害，村子的結界石也被破壞。此時薇薇安也察覺村中傳來死亡的氣息，薇薇安折返回村中和突然出現的「靈魂收割者」激戰。如果薇薇安戰勝了靈魂收割者，薇薇安會被附身靈魂收割者的靈魂吞噬，在一無所知中成為對方口中的「容器」。
薇薇安若被靈魂收割者擊敗，路過的「綠之魔女」赫本會出手相助，赫本也會遭受對方的附身詛咒。赫本以自身魔力壓制了詛咒，表示無大礙，她委託薇薇安幫忙尋找修復村莊的結界石的材料，薇薇安應諾完成了任務。赫本拿著材料施法修復村莊的結界石時，同時給薇薇安下了詛咒。她一語道出薇薇安符文劍士的身份，符文劍士的符文術專門克制魔法師，是魔法學院通緝的對象，赫本威逼利誘讓薇薇安去尋找「生命腕輪」以破解她身上的詛咒，並讓她的魔法學徒卡姆登跟隨和監視薇薇安。薇薇安迫於無奈接下了任務，接著她穿梭在秘銀島的大小村落和城市收集情報，到島內各處秘境和禁區探索，與各類野獸和怪物戰鬥。探索期間她獲得了其他秘寶解開了赫本施在她身上的詛咒，又發現了父親文森特留下的筆記，解開了心中的疑惑。
薇薇安的瓦密利昂一族是大賢者馬格納斯的後人，大賢者發現了靈魂轉移的魔法，萌生不死不滅的念頭。他發明了符文術強化人的肉體，好讓肉體能承受他的靈魂。為了高效生產合適的容器，他給族人下了詛咒，需要不斷使用符文術強化肉體，否則就會發瘋，同時留下文書謊稱要擺脫詛咒就要去某處秘境，以吸引合格的容器會自動送上門。文森特就是在尋找秘境之路上被馬格納斯附身，文森特在清醒的時間寫下筆記，希望後人能找到。薇薇安推測赫本翻閱過父親的筆記，並在謀劃什麼。跟著薇薇安繼續配合赫本，尋找了「生命腕輪」和一些特殊秘寶。最後薇薇安跟著線索前往馬格納斯靈魂本源所在的地獄，那裡她又再遇到靈魂收割者，擊倒對方後才發現靈魂收割者其實是被馬格納斯附身的她姊姊維拉瑞。馬格納斯的靈魂轉移的魔法再次被發動，赫本早有準備將之轉移到她自己身上，打算奪取馬格納斯的力量。薇薇安擊敗赫本，之後也被馬格納斯附身。如果在之前探險中，薇薇安打倒了熊母，獲得生命之種。在擊敗赫本後，馬格納斯的附身會失敗，薇薇安也得以逃離地獄，馬格納斯也失去了新的容器，只能在地獄徘徊。

## 開發
刘灿琳在2013年的時候看了《塵埃：幸福的尾巴》的製作人迪恩·多德里爾（Dean Dodrill）一篇訪談，了解到迪因·多德里爾在自學的情況下用四年完成了遊戲，於是萌生了遊戲創作的念頭。年底刘灿琳將《塵埃》製作人的故事分享給了王强，對方也備受鼓舞，兩人於是打算開發一款遊戲，王强之後也拉來朋友荣一然加入。刘灿琳過去曾在英國學習動畫製作，負責遊戲背景美術和關卡設計，荣一然是軟件工程專業，負責遊戲程序和技術問題，王强曾在遊戲公司中擔任美術，是三人中唯一有遊戲開發經驗的，負責遊戲策劃、劇情編寫、動畫和美術素材製作。三人成立了O.T.K Games，在2014年6月搬到哈爾濱開始製作遊戲，開發初期各自負責自己的工作，2015年搬到北京繼續開發工作，同時他們的存款也見底了，需要家人的贊助才能繼續開發工作。為了籌集開發資金，開發團隊在完成遊戲演示後於2015年2月在众筹平台Kickstarter募集開發的資金。這個最初的版本中設計有三個可以控制的角色，分別是善用兵器的薇薇安，紫衣的魔術師和使用利爪攻擊的獸人女孩。只是众筹目標未能達成，開發團隊只能砍掉兩個角色以節省開支。由於缺乏開發經驗，遊戲的前期製作規劃不足，曾推翻重做兩次。最初是使用Unity引擎開發，製作兩周後發現引擎的操作反饋無法滿足製作需求，在尋找資料時發現《罪惡裝備Xrd》使用了虛幻引擎3，於是決定使用最新的虛幻引擎4進行開發。
《流浪者》的立項是源於三位製作人都是Vanillaware（香草社）的粉絲，三人認為Vanillaware每部作品都有一些遺憾的地方，有自己的一些構想，萌生了「制作一款在PC上也能得到香草社游戏体验的游戏」的想法。《流浪者》的美術有刻意模仿Vanillaware的風格，特別是Vanillaware的主要視覺特徵手繪和厚塗。開發團隊參考了大量Vanillaware的作品和資料設定集，初期嘗試使用Vanillaware一樣的角色動畫製作流程，在發現難度太高後，他們使用序列幀動畫來代替，女主角的一系列動畫就用了三個月時間進行繪製。動畫製作時使用了一套名為Creature的2D動畫工具，這套工具的「馬達功能」讓他們工作效率大幅提升，王强得以獨自完成主人公，非玩家角色和70多種怪物的2D動畫。為了在音效方面也展現出Vanillaware的風格，開發團隊將遊戲部分音效交給了負責Vanillaware所有作品的音樂的崎元仁工作室Basiscape。由於預算問題，只有主人公的五十個音效由Basiscape製作，其餘由開發團隊自行製作。遊戲的音樂方面，Kickstarter众筹期間有不少音樂製作人主動聯絡他們，他們選了其中一位加布·卡斯特羅負責遊戲的音樂製作。
在遊戲性方面，開發團隊三人有將自己喜歡或者感覺有意思的元素加入到遊戲中。他們為主人公薇薇安設計了豐富的技能，如連擊、迴避、二段跳等，還有數十種武器搭配三種元素屬性的，保持玩家的遊戲體驗多樣化，裝備升級和鑲嵌寶石等方式讓玩家能自主打造合適自己的武器。他們還參考卡普空的作品，以學習如何在遊戲中表現打擊感，讓玩家有更好的攻擊體驗。遊戲的料理系統中的食物都是美術參考一些網上美食視頻製作的，遊戲中出現的食物玩家都能復刻出來。遊戲的敘事方面，開發團隊受到《血源詛咒》的影響，使用多段對話推進劇情和解釋世界觀的設定。遊戲中的眾多故事靈感源於開發團隊過去看過的動畫、漫畫、小說和玩過的遊戲，如《剑风传奇》《羅德斯島戰記》《最終幻想系列》等。

## 發行
《流浪者》於2015年初登陸Steam的青睞之光，同時開發團隊在众筹平台Kickstarter公佈了自己製作團隊和開發計劃及細節。由於未曾經營社群，就直接進行众筹，遊戲众筹計劃失敗，不過他們也在期間結識了部分遊戲開發的同好。在開發期間只在Twitter上發佈幾條推文進行推廣，還有和另一個獨立遊戲《战斗厨师旅》進行了互動。2017年6月10日遊戲在Steam由SakuraGame發行搶先體驗版本，該版本只有遊戲前兩章的遊戲內容。開發團隊當時完成了遊戲35~40%的內容，並打算於在2017年內或者2018年初完成整個遊戲。2018年7月13日，遊戲完整版正式發行。
2020年3月，DICO宣佈將開發《流浪者》的任天堂Switch版本。2022年5月11日，Rainy Frog表示負責遊戲在家用遊戲機的發行工作，移植版《Sword of the Vagrant》預計同年6月推出。移植版最終於2022年12月1日正式登陸任天堂Switch、PlayStation 4和Xbox One平台，PlayStation 5版預計2023年發行。2023年6月2日，Red Art Games在歐洲發行遊戲的任天堂Switch和PlayStation 4實體版。

## 評價
遊戲在Steam獲得90%的好評。2020年9月，遊戲銷量超過三十萬。遊戲受Vanillaware影響的美術風格，普遍獲得遊戲媒體的關注和肯定，對遊戲性評價各異。評論員馬淵寛昭在ING Japan摘文表示《流浪者》就算是Vanillaware的粉絲也可能誤認這是Vanillaware的新遊戲，他批評作品強烈的Vanillaware風格也讓其失去了個性和辨識度。3DM的編輯银河正义使者指出遊戲在繼承Vanillaware優點的同時也繼承了其缺點，他批評遊戲在敘事上的不足，缺乏足夠的人物塑造和情感鋪墊，劇情描述和情感宣洩只是「粗暴的灌输给玩家」，導致敘事很清晰，但是感情衝擊不足。關卡設計用心，只是不夠優秀，大地圖的小房間關卡設計很糟糕，大量無意義的跳躍式平台和無邏輯的小房間串流，讓整體關卡設計顯得拖沓。GameDiary的編輯認為遊戲中的角色個性鮮明，主人公薇薇安動作和表情豐富。在戰鬥部分，人物動作流暢度尚可，偶爾會遇到畫面跟不上操作的情況，但是並不多。遊戲的極高性價比也被一眾遊戲媒體指出，遊戲售價僅15元人民幣/410日元（含稅），折扣為6元人民幣，對比遊戲性和完成度，「是这个价位上的破坏者」。

## 備註
1. ↑  隱藏結局，遊戲中靈魂收割者設計為難以擊殺。
2. ↑  遊戲中標識為普通結局。
3. ↑  遊戲中標識為真結局。

## 外部連結
- O.T.K Games官網（英文）
- O.T.K Games的X（前Twitter）（英文）